# وهندلی
وهندلی (به لاتین: Vəhəndli یا ونت‌لی Vənətli) یک منطقهٔ مسکونی در جمهوری آرتساخ است که در استان کاشاتاق واقع شده‌است.